# CV Haris
CV Haris är en volleybollklubb från  Santa Cruz de Tenerife, Kanarieöarna, Spanien. Klubben grundades i augusti 2011 och har verksamhet både på dam- och herrsidan. Dess damlag har vunnit spanska cupen tre gånger (2016/2017, 2021/2022 och 2022/2023) och spanska supercupen en gång (2016). Internationellt har det deltagit i CEV Challenge Cup, där de nådde final 2021-2022